# كاروسيل (شركة)
شركة كاروسيل (بالإنجليزية: Carousell (company)، بالفارسية: کاروسیل): هي سوق سنغافورية قائمة على الهواتف الذكية والويب. يقع مقرها الرئيسي في سنغافورة، وتعمل أيضًا في ماليزيا وإندونيسيا والفلبين وتايوان وهونج كونج وماكاو وأستراليا ونيوزيلندا وكندا.